# Goldelund
Goldelund (północnofryz. Gelün, duń. Goldelund) – gmina w Niemczech w kraju związkowym Szlezwik-Holsztyn, w powiecie Nordfriesland, wchodzi w skład urzędu Mittleres Nordfriesland.